# Parafia św. Franciszka z Asyżu w Szczecinku
Parafia pw. św. Franciszka z Asyżu w Szczecinku – parafia należąca do dekanatu Szczecinek, diecezji koszalińsko-kołobrzeskiej, metropolii szczecińsko-kamieńskiej. Została utworzona w 21 marca 1999. Siedziba parafii mieści się przy ulicy Bukowej 85.

## Miejsca święte

### Kościół parafialny
Kościół pw. św. Franciszka z Asyżu w Szczecinku
Kościół parafialny wybudowany w latach 1999–2000. 

### Kościoły filialne i kaplice
Kaplica pw. św. Jana Pawła II w Hospicjum św. Franciszka z Asyżu w Szczecinku